# Bezirk Bergedorf
Bergedorf er det sydøstligste bezirk (distrikt) i den tyske bystat Hamborg, med 122.815 indbyggere (2013) og et areal på 154,8 km².  Den centrale bydel i distriktet er Bergedorf, beliggende ved floden Bille. 